# Syrrhaptes tibetanus
Syrrhaptes tibetanus е вид птица от семейство Pteroclididae.

## Разпространение
Видът е разпространен в Индия, Китай и Таджикистан.